# فابيان جريمبيرج
فابيان جريمبيرج (بالإسبانية: Fabian Grimberg)‏ هو لاعب كرة قدم أرجنتيني في مركز الدفاع، ولد في 6 فبراير 1962 في بوينس آيرس في الأرجنتين. لعب مع فيليز سارسفيلد ومكابي حيفا ونادي ألماجرو.